# Rich Little's Christmas Carol
Rich Little's Christmas Carol és un especial de televisió que es va estrenar a Home Box Office (HBO) l 16 de desembre de 1979, produït per la Canadian Broadcasting Corporation en 1978. Fou protagonitzat per Rich Little en una interpretació d'un sol home amb representacions dels seus personatges interpretant les parts del famós conte de nadal de Charles Dickens.
També van tenir un petit paper algunes celebritats:
- W. C. Fields com a Ebenezer Scrooge §
- Paul Lynde com a Bob Cratchit
- Johnny Carson com a Fred
- Laurel i Hardy com els dos demandants §
- Richard Nixon com a Jacob Marley
- Humphrey Bogart com el fantasma del Nadal Passat §
- Groucho Marx com a Fezziwig §
- James Stewart com a Dick Wilkins
- Peter Falk com a Columbo fent de Fantasma del Nadal Present
- Jean Stapleton com a Edith Bunker fent de Mrs. Cratchit
- Truman Capote com a Tiny Tim
- Peter Sellers com a Inspector Clouseau fent de Fantasma del Nadal Futur
- James Mason, George Burns i John Wayne com els tres comerciants
- Jack Benny com a noi §

L'espectacle es va rodar en cinta de vídeo i va incloure una pista de rialles.
§ - denota que la celebritat va morir en el moment de la seva producció
In 1963, Little va editar l'elapé Scrooge and the Stars, que sembla haver estat la inspiració per a aquesta versió d' A Christmas Carol. En aquesta versió de Little, Scrooge fou interpretat per Jack Benny.